# Dimitris Saravakos
Dimitris Saravakos (grec modern Δημήτρης Σαραβάκος) (26 de juliol, 1961) fou un futbolista grec dels anys 80 i 90.
S'inicià al Panionios i més tard jugà als dos grans de la capital, Panathinaikos FC i AEK Atenes. Va estar a punt de ser fitxat per la Juventus de Torí, però el president del Panathinaikos G. Vardinogiannis refusà finalment el seu traspàs. Marcà 185 gols (127 amb Panathinaikos) en un total de 432 partits a la lliga grega, on fou màxim golejador la temporada 1990-91. Amb la selecció grega disputà la Copa del Món de 1994.

## Palmarès
- Lliga grega de futbol: 1986, 1990, 1991
- Copa grega de futbol: 1986, 1988, 1989, 1991, 1993, 1994, 1996, 1997
- Supercopa grega de futbol: 1988, 1993, 1996